# The Lion Sleeps Tonight
The Lion Sleeps Tonight is een lied geschreven door Solomon Linda (originele opname met The Evening Birds) en nadien gecoverd door vele anderen. Het originele lied is afkomstig uit 1939, maar de bekendste versie, die van The Tokens, is afkomstig uit 1961.

## Geschiedenis
Mbube (Zoeloe voor "leeuw") werd oorspronkelijk opgenomen door Solomon Linda en The Evening Birds in 1939. Mbube werd een hit in heel Zuid-Afrika en verkocht ongeveer 100.000 platen rond 1940. Het nummer werd zo populair dat de term Mbube werd overgenomen als beschrijving voor Afrikaanse a-capellamuziek.
Alan Lomax bracht Pete Seeger in contact met het nummer, waarna hij met zijn groep The Weavers het nummer live coverde. Nadat ze het talloze keren gespeeld hadden tijdens hun optredens, namen ze hun eigen versie op, genaamd Wimoweh.

## Opgenomen versies

#### Mbube
- 1939 Mbube - Solomon Linda's originele versie met The Evening Birds
- 1960 Mbube - Miriam Makeba
- 1988 Mbube - Ladysmith Black Mambazo, Coming to America
- 1993 Mbube - Mahotella Queens, Women of the World
- 1999 Mbube - Ladysmith Black Mambazo, In Harmony
- 2006 Mbube - Mahotella Queens, Reign & Shine
- 2006 Mbube - Ladysmith Black Mambazo, Long Walk to Freedom

#### Wimoweh
- 1952 Wimoweh - The Weavers
- 1952 Wimoweh - Jimmy Dorsey
- 1952 Wimoweh - Yma Súmac
- 1957 Wimoweh - The Weavers (live Carnegie Hall album)
- 1959 Wimoweh - The Kingston Trio
- 1961 Wimoweh - Karl Denver Trio (1962)
- 1962 Wimoweh - Bert Kaempfert op het album That Happy Feeling
- 1993 Wimoweh - Nanci Griffith met Odetta, op Other Voices, Other Rooms
- 1994 Wimoweh - Roger Whittaker op Roger Whittaker Live!

#### The Lion Sleeps Tonight
- 1961 The Tokens
- 1961 De Strangers (Als "Oek'andana". De melodie is dezelfde, maar het gaat om een andere tekst en een ander thema.)
- 1962 Henri Salvador (Als "Le lion est mort ce soir". Merk op dat in deze versie de leeuw niet slaapt, maar dood is.)
- 1965 The New Christy Minstrels
- 1971 Eric Donaldson
- 1972 Robert John
- 1972 Dave Newman
- 1975 Brian Eno
- 1982 Tight Fit
- 1982 The Nylons
- 1984 Hotline
- 1985 André van Duin (als "Een boutje en een moertje en een schroefje en een nippeltje". De melodie is dezelfde, maar het gaat om een andere tekst en een ander thema.)
- 1989 Sandra Bernhard
- 1990 Ladysmith Black Mambazo
- 1992 They Might Be Giants met Laura Cantrell, als The Guitar (The Lion Sleeps Tonight)
- 1993 Pow woW (cover van Le lion est mort ce soir)
- 1993 R.E.M. (B-zijde van The Sidewinder Sleeps Tonite)
- 1994 Film- en 1997 Broadwayversies van The Lion King
- 1995 Lebo M voor Rhythm of the Pride Lands, een album met liedjes geïnspireerd door de muziek van The Lion King
- 1997 *NSYNC
- 1999 Helmut Lotti
- 2000 Laurie Berkner
- 2001 Baha Men, op de single You All Dat
- 2015 Zeeuwse Peter & Heidi Weinhaus (als Wazdahnoewé, over de ophef rond een nieuw logo voor de provincie Zeeland), productie door Thijs de Melker.

## Hitnoteringen Tight Fit

### Nederlandse Top 40
| Hitnotering: 20-03-1982 t/m 22-05-1982 | Hitnotering: 20-03-1982 t/m 22-05-1982 | Hitnotering: 20-03-1982 t/m 22-05-1982 | Hitnotering: 20-03-1982 t/m 22-05-1982 | Hitnotering: 20-03-1982 t/m 22-05-1982 | Hitnotering: 20-03-1982 t/m 22-05-1982 | Hitnotering: 20-03-1982 t/m 22-05-1982 | Hitnotering: 20-03-1982 t/m 22-05-1982 | Hitnotering: 20-03-1982 t/m 22-05-1982 | Hitnotering: 20-03-1982 t/m 22-05-1982 | Hitnotering: 20-03-1982 t/m 22-05-1982 | Hitnotering: 20-03-1982 t/m 22-05-1982 |
| Week                                   | 1                                      | 2                                      | 3                                      | 4                                      | 5                                      | 6                                      | 7                                      | 8                                      | 9                                      | 10                                     |                                        |
| -------------------------------------- | -------------------------------------- | -------------------------------------- | -------------------------------------- | -------------------------------------- | -------------------------------------- | -------------------------------------- | -------------------------------------- | -------------------------------------- | -------------------------------------- | -------------------------------------- | -------------------------------------- |
| Nummer                                 | 28                                     | 11                                     | 6                                      | 2                                      | 2                                      | 1                                      | 1                                      | 4                                      | 14                                     | 28                                     | uit                                    |

### Nationale Hitparade
| Hitnotering: 20-03-1982 t/m 29-05-1982 | Hitnotering: 20-03-1982 t/m 29-05-1982 | Hitnotering: 20-03-1982 t/m 29-05-1982 | Hitnotering: 20-03-1982 t/m 29-05-1982 | Hitnotering: 20-03-1982 t/m 29-05-1982 | Hitnotering: 20-03-1982 t/m 29-05-1982 | Hitnotering: 20-03-1982 t/m 29-05-1982 | Hitnotering: 20-03-1982 t/m 29-05-1982 | Hitnotering: 20-03-1982 t/m 29-05-1982 | Hitnotering: 20-03-1982 t/m 29-05-1982 | Hitnotering: 20-03-1982 t/m 29-05-1982 | Hitnotering: 20-03-1982 t/m 29-05-1982 | Hitnotering: 20-03-1982 t/m 29-05-1982 |
| Week                                   | 1                                      | 2                                      | 3                                      | 4                                      | 5                                      | 6                                      | 7                                      | 8                                      | 9                                      | 10                                     | 11                                     |                                        |
| -------------------------------------- | -------------------------------------- | -------------------------------------- | -------------------------------------- | -------------------------------------- | -------------------------------------- | -------------------------------------- | -------------------------------------- | -------------------------------------- | -------------------------------------- | -------------------------------------- | -------------------------------------- | -------------------------------------- |
| Nummer                                 | 42                                     | 22                                     | 5                                      | 2                                      | 2                                      | 2                                      | 1                                      | 2                                      | 10                                     | 16                                     | 28                                     | uit                                    |

## Trivia
- In een Amerikaanse commercial van Kinder Happy Hippo was Pat uit Pat & Stan te zien waarin hij het lied zong. In een van de korte filmpjes van de televisieserie zongen Pat en Stan het nummer vertaald in het Nederlands (De leeuw die slaapt vannacht) in een woestijn.

- Gemeinsame Normdatei: 300660596
- Library of Congress Control Number: n2005007934
- MusicBrainz release group: 9c6cc2fd-6fc6-4857-9489-914dba2f5442
- MusicBrainz work: 5abc418c-09c3-4eda-a3d5-2bf547527c5c
- Virtual International Authority File: 176353071